# Gare d'Osaka-Namba
La gare d'Osaka-Namba (大阪難波駅, Ōsaka-Nanba-eki) est une gare ferroviaire de la ville d'Osaka au Japon. Elle est située dans le quartier de Namba, dans l'arrondissement de Chūō. La gare est gérée par les compagnies Hanshin et Kintetsu.
Les gares de Namba (Nankai et métro d'Osaka) et de JR Namba (JR West) sont situées à proximité.

## Situation ferroviaire
La gare d'Osaka-Namba marque la fin de la ligne Hanshin Namba et le début de la ligne Kintetsu Namba (les deux lignes sont interconnectées).

## Histoire
La gare est inaugurée le 15 mars 1970 sous le nom de gare de Kintetsu-Namba (近鉄難波駅). Elle est renommée gare d'Osaka-Namba en 2009, pour l'ouverture de la ligne Hanshin Namba.

## Service des voyageurs

### Accès et accueil
La gare, située en souterrain, est ouverte tous les jours.

### Desserte
- Ligne Kintetsu Namba :

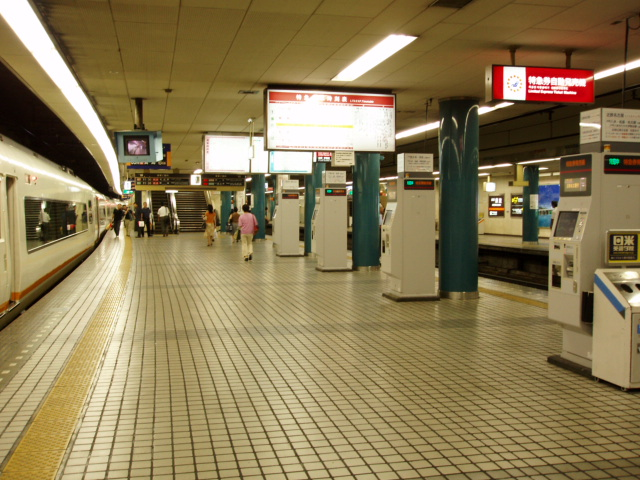
Vue des quais

  - voies 1 et 2 : direction Tsuruhashi, Yamato-Saidaiji et Kintetsu-Nara (express pour Kintetsu-Nagoya et Kashikojima)
- Ligne Hanshin Namba :
  - voie 3 : direction Amagasaki (interconnexion avec la ligne principale Hanshin pour Kobe-Sannomiya)

## Dans les environs
- Dōtonbori